# Ятченко, Дмитрий Иванович
Дми́трий Ива́нович Я́тченко (25 августа 1986, Москва, СССР) — российский футболист, защитник.

## Карьера

### Клубная
Воспитанник школы московского «Динамо». С 2004 года вместе с братом-близнецом Евгением выступал за дублирующий состав. В начале 2007 года был отдан в аренду в нальчикский «Спартак» (Евгений также находился на просмотре в клубе из Кабардино-Балкарии, но не подошёл). Сыграв первые три тура на месте левого полузащитника, вскоре уступил место в стартовом составе Валентину Филатову и вплоть до 14-го тура играл только за дубль, когда в связи с переходом Дениса Евсикова в «Томь» занял его место на правом краю обороны.
В декабре 2013 года подписал контракт с «Крыльями Советов».
Первый гол в премьер-лиге забил 18 сентября 2016 года, в своём 205-м матче.
11 января 2021 подписал контракт с клубом «Акрон», представляющим ФНЛ

### В сборных
Выступал за молодёжную сборную России. 19 августа 2011 года Дмитрий был вызван в стан второй сборной России на матч c олимпийской сборной Белоруссии.

## Статистика
| Выступление             | Выступление      | Выступление      | Лига | Лига | Кубок | Кубок | Еврокубки | Еврокубки | Итого | Итого |
| Клуб                    | Лига             | Сезон            | Игры | Голы | Игры  | Голы  | Игры      | Голы      | Игры  | Голы  |
| ----------------------- | ---------------- | ---------------- | ---- | ---- | ----- | ----- | --------- | --------- | ----- | ----- |
| Спартак-Нальчик         | РФПЛ             | 2007             | 18   | 0    | 2     | 0     | —         | —         | 20    | 0     |
| Спартак-Нальчик         | РФПЛ             | 2008             | 29   | 0    | 1     | 0     | —         | —         | 30    | 0     |
| Спартак-Нальчик         | РФПЛ             | 2009             | 24   | 0    | 1     | 0     | —         | —         | 25    | 0     |
| Спартак-Нальчик         | Итого            | Итого            | 71   | 0    | 4     | 0     | —         | —         | 75    | 0     |
| Терек                   | РФПЛ             | 2010             | 30   | 0    | 0     | 0     | —         | —         | 30    | 0     |
| Терек                   | РФПЛ             | 2011/12          | 39   | 0    | 2     | 0     | —         | —         | 41    | 0     |
| Терек                   | РФПЛ             | 2012/13          | 25   | 0    | 2     | 0     | —         | —         | 27    | 0     |
| Терек                   | РФПЛ             | 2013/14          | 7    | 0    | 1     | 0     | —         | —         | 8     | 0     |
| Терек                   | Итого            | Итого            | 101  | 0    | 5     | 0     | —         | —         | 106   | 0     |
| Крылья Советов (Самара) | РФПЛ             | 2013/14          | 9    | 0    | 2     | 0     | —         | —         | 11    | 0     |
| Крылья Советов (Самара) | ФНЛ              | 2014/15          | 29   | 1    | 3     | 1     | —         | —         | 32    | 2     |
| Крылья Советов (Самара) | РФПЛ             | 2015/16          | 18   | 0    | 1     | 0     | —         | —         | 19    | 0     |
| Крылья Советов (Самара) | РФПЛ             | 2016/17          | 13   | 1    | 1     | 0     | —         | —         | 14    | 1     |
| Крылья Советов (Самара) | Итого            | Итого            | 69   | 2    | 7     | 1     | —         | —         | 76    | 3     |
| Всего за карьеру        | Всего за карьеру | Всего за карьеру | 241  | 2    | 16    | 1     | —         | —         | 257   | 3     |